# Service de gestion comptable
Le service de gestion comptable (SGC) est un service déconcentré à l'échelle locale de la direction générale des Finances publiques. Il est chargé de la gestion comptable des collectivités territoriales, des établissements publics locaux et de certains organismes publics. À ce titre, il tient leur comptabilité, qui décrit les résultats budgétaires annuels, ainsi que la situation patrimoniale et de trésorerie de ces dernières.
Le SGC s’assure également, dans son rôle de payeur, de la régularité de la dépense (qualité de l’ordonnateur, exacte imputation de la dépense, disponibilité des crédits budgétaires et validité de la créance payée). Une fois la régularité de la dépense constatée, il la comptabilise et, dans le cadre de son rôle de caissier, procède à son paiement.
Le SGC assure enfin le recouvrement tant amiable que contentieux des produits non fiscaux du secteur local. 
Au titre de l’ensemble de ses tâches de gestion comptable et financière, le SGC entretient des relations étroites avec les communes, leurs régisseurs et établissements publics. Il assure également une mission d’accueil et de caisse auprès des usagers.
Le SGC est le service qui succède au regroupement des anciennes trésoreries, dans le cadre du nouveau réseau de proximité (NRP) et dans le but d'améliorer la qualité de service rendu.
La liste des SGC ainsi que leurs périmètres sont précisés dans l'arrêté du 10 novembre 2022.